# Tarañes
Tarañes ist eines von neun Parroquias in der Gemeinde Ponga der autonomen Region Asturien in Spanien.
 Die 79 Einwohner (2011) leben in 3 Dörfern im Naturpark Ponga.
 Der Name Tarañes stammt von den ersten keltischen Besiedelungen, wobei Taranis für den Gott des Himmels steht.
Umgeben von den mächtigen Bergen Tiatordos und Peña Tarañes ist Tarañes ein beeindruckender Zugang in den Naturpark Ponga.

## Sehenswürdigkeiten
- Wasserfälle  Cascada en la Foz de la Escalada
- Pfarrkirche Santa María de Tarañes
- Naturpark Ponga

## Dörfer und Weiler im Parroquia
- Tanda – 22 Einwohner 2011 43° 11′ 52″ N, 5° 12′ 10″ W
- Tarañes – 57 Einwohner 2011 43° 11′ 57″ N, 5° 12′ 46″ W
- Vallimoru – 0 Einwohner 2011